# Autobiografías de esclavos
Durante el siglo XIX los movimientos abolicionistas de la esclavitud en Norteamérica usaron como propaganda escritos autobiográficos dictados a amanuenses por exesclavos y exesclavas en su mayoría analfabetos. Con el tiempo estos escritos llegaron a constituir un género autónomo de gran importancia documental, social, humana y literaria.

## Lenguas de expresión
La mayor parte de estos testimonios fue escrita en inglés, aunque unos pocos lo fueron en otras lenguas, como por ejemplo la anónima Geschiedenis van een neger, "Historia de un negro", escrita en neerlandés del Surinam e impresa en 1770; también hay ejemplos en el ámbito hispánico, aunque mucho más escasos, sobre todo memorias de esclavos cubanos como la Autobiografía de un esclavo (1839) de Juan Francisco Manzano, cuya segunda parte se perdió quizá interesadamente, o Biografía de un cimarrón, en que el antropólogo Miguel Barnet transcribió el relato oral de la vida del antiguo esclavo centenario Esteban Montejo.

## El caso estadounidense
Sin duda alguna, los autores más importantes e interesantes de esta narrativa son los estadounidenses Harriet Jacobs y Frederick Douglass. Pero la primera obra, cronológicamente hablando, del género es The Interesting Narrative of the Life of Olaudah Equiano or Gustavus Vassa, the African (1789); siguieron Narrative of Moses Roper's, Adventures and Escape from American Slavery (1837), The Narrative of William Wells Brown (1847), Narrative of the Life and Adventures of Henry Bibb, an American Slave (1849), The Narrative of Solomon Northup (1853) e Incidents in the Life of a Slave Girl (1861), de Harriet Jacobs, que vendieron miles de ejemplares.
No solo circularon en múltiples ediciones en los Estados Unidos, sino que se tradujeron también al neerlandés, al alemán y al céltico. Es indudable que entre 1820 y 1860, periodo en que se publicaron más relatos, los narradores esclavos lograron atraer a la causa abolicionista al público internacional, pese a que se discutió entonces, y aun ahora, si algunas de ellas eran verdaderas o su texto fue más o menos manipulado consciente o inconscientemente. Algunas fueron revisadas y ampliadas en varias ocasiones, como Vida de Frederick Douglass (1845), reimpresa después con adiciones en My Bondage and My Freedom (1855) y Life and Times of Frederick Douglass (1881, 1892).